# Tino Sanandaji
Tino Sanandaji, född 17 maj 1980 i Sanandaj i Iran, är en svensk nationalekonom, debattör och författare. Han är medgrundare till webbtidningen Bulletin.

## Uppväxt och utbildning
Tino Sanandaji, som är av kurdisk etnicitet, föddes 1980 i Sanandaj i den iranska provinsen Kurdistan och är äldre bror till Nima Sanandaji. Han växte upp i en USA-utbildad överklass i Teheran präglad av ateistiska ideal. Familjen flyttade till Sverige 1989 för att slippa den ökande islamiseringen i landet, trots att det innebar en deklassering. Familjen bodde först på flyktingförläggning på Gotland och flera år i Norrköping men kom senare till Ale kommun norr om Göteborg.
Sanandaji blev civilekonom vid Handelshögskolan i Stockholm 2003 och därefter Master of Arts vid University of Chicago; 2013 avlade han doktorsexamen i public policy vid sistnämnda lärosäte. Utöver svenska och engelska talar Sandanji också persiska.

## Karriär
Sanandaji verkar som forskare vid Institutet för ekonomisk-historisk och företagshistorisk forskning. Han har författat akademiska artiklar inom nationalekonomin med inriktning på företagande, beskattning och entreprenörskap, bland annat "Small business activity does not measure entrepreneurship" i Proceedings of the National Academy of Sciences  2014  tillsammans med Magnus Henrekson, "Entrepreneurship and the theory of taxation" i Small Business Economics 2011, tillsammans med Henrekson, och "Taxation and the Quality of Entrepreneurship" i Journal of Economics 2013 tillsammans med Andrea Asoni.

### Debattör
Sanandaji har i Sverige utmärkt sig som debattör, särskilt gällande frågor rörande invandring samt företagsbeskattning, och anser att det är en akademisk skyldighet att delta i samhällsdebatten. I januari och februari 2013 debatterade han invandringens kostnader med Johan Norberg och Fredrik Segerfeldt i Dagens Nyheter.
Den 29 november 2013 debatterade Sanandaji invandringen med Jasenko Selimovic, Mehmet Kaplan och Oscar Sjöstedt på SVT.
Han har även tillsammans med Magnus Henrekson i Dagens Nyheter debatterat svensk beskattning av företagande.
Den brittiska nättidskriften Politico Europe placerade i december 2017 Sanandaji på sin lista över de 28 personer som skulle komma att prägla Europa under år 2018. Den presenterar Sanadaji enligt följande: ”Sveriges hetsiga invandringsdebatt har delat landet i grupper för och mot. Men en ekonoms skrifter vinner läsare från båda sidor av debatten. [...] Tino Sanandaji blandar skarp kritik av regeringens strategi med politiska rekommendationer och anledningar till hopp för framtiden. [...] [Sanandaji] är ingen anhängare av sitt tillägnade [adopted] lands historiska öppna dörrar-politik. Men målet för hans kritik är inte så mycket Sveriges invandrare som det är dess [landets] oförmåga att integrera stora mängder av nyanlända. Det är ett fenomen, argumenterar han, som förvandlar landet till ett klassbaserat samhälle, med icke infödda svenskar i ökande utsträckning hänvisade till etniska ghetton. [...] På grundval av djup expertis i public policy försvarar han sina positioner med data – inte anekdoter eller generaliseringar.”

### Bulletin
Tillsammans med Pontus Tholin, Thomas Gür och Paulina Neuding grundade Sanandaji webbtidningen Bulletin, som lanserades den 22 december 2020 men konflikter mellan tidningens ägare och redaktionen ledde till att Gür, Neuding och chefredaktören Ivar Arpi avgick under de första tre månaderna.
18 februari 2022 försattes Bulletin i konkurs av Stockholms tingsrätt på grund av obetalda skulder.[uppföljning saknas]

## Författarskap
Sanandaji har tillsammans med Magnus Henrekson författat två böcker, Ägarbeskattningen och företagandet: om skatteteorin och den svenska policydiskussionen (SNS Förlag 2004) och Institutional Entrepreneurship (Edward Elgar Publishing 2012). Han har även tillsammans med brodern Nima Sanandaji utgivit boken SuperEntrepreneurs – and how your country can get them (Centre for Policy Studies 2014). Han har även medförfattat en rad rapporter, bland annat "Företagandets förutsättningar" från Expertgruppen för studier i offentlig ekonomi.
I början av 2015 avslutade Sanandaji en kampanj på Kickstarter, vilken hade som mål att samla in pengar för att han skulle skriva en ny bok, Moral Superpower/En Moralisk Stormakt. Kampanjen drog över målet på 400 000 kronor och slutade på 632 000 kronor. År 2017 publicerade han boken Massutmaning där han beskriver vad han ser som invandringsrelaterade problem, till exempel kriminalitet. Boken skapade debatt i Sverige.
Den 26 oktober 2017 annonserade Sanandaji på sin Facebooksida att han startat en ny finansieringskampanj på Kickstarter för en ny bok, som skulle enligt handla om rekordskuldsättning, svag BNP-tillväxt och skönmålning av Sverigebilden. Inom åtta dagar nådde kampanjen sin minimigräns på 400 000 kronor och kampanjen avslutades 9 november med ett insamlat belopp om 802 070 kronor. Boken ersatte därmed Massutmanings svenska finansieringsrekord på Kickstarter i fråga om publikationer och utkom i augusti 2018 med titeln Tio tusen miljarder – Skuldkalaset och den förträngda baksmällan.

### Artiklar och rapporter
Sanandaji har publicerat ett antal populärvetenskapliga artiklar i bland annat Axess, National Review och American Enterprise Institutes tidskrift The American, exempelvis "Competing for Elites" (tillsammans med Danjell Elgebrandt) i The American 2013, "Poverty and Causality" i Critical Review 2012, "Why Keynesianism works better in theory than in Practice" och "The Two Europe Problem" i The American 2012, "Normlösheten förklarar krisen" (tillsammans med Nima Sanandaji) i  Axess Magasin 2011 och "Taxing the Rich is not the Solution" (tillsammans med Arvid Malm) i The American 2011. Han har även skrivit rapporter för bland annat Företagsskattekommittén.